# Konservativa partiet (Sydafrika)
Sydafrikas konservativa parti (afrikaans: Konserwatiewe Party van Suid-Afrika; engelska: Conservative Party of South Africa) var ett konservativt och apartheidvänligt parti i Sydafrika bildat år 1982 då medlemmar av Nationalistpartiets högerflygel lämnade partiet i protest mot premiärminister Pieter Willem Bothas reformer av så kallad petty apartheid. Det var officiellt oppositionsparti 1987-1994. År 2004 uppgick det i Frihetsfronten Plus.

## Historia
Konservativa partiet bildades i maj 1982 av 18 nationalistiska parlamentsledamöter under informationsminister Andries Treurnichts ledning som en reaktion mot de reformer som premiärminister Pieter Willem Bothas regering presenterade i början av 1980-talet. Reformerna sågs av avhopparna som ett oacceptabelt steg mot majoritetsstyre. De gick aggressivt emot det styrande Nationalistpartiet och beskyllde dem för att sälja ut de vita i landet.
När en ny konstitution infördes 1984 bildades ett parlamentariskt trekammarsystem som tillät sydafrikaner tillhörande de indiska och färgade rasgrupperna att rösta och kandidera för val till separata kammare. Mot detta protesterade partiet kraftigt. I valet till den vita kammaren 1987 gick de konservativa till val på budskapet att behålla och förstärka rassegregationen till varje pris och motsatte sig alla politiska kompromisser. Partiet fick 26,6 % av rösterna och blev med 23 mandat näst största parti och officiell opposition i den vita kammaren. I lokalvalen tog partiet över styret i bland annat 60 av 110 kommuner i Transvaal vilket ytterligare försvårade nationalistregeringens arbete. Partiets största stöd kom från före detta nationalistiska väljare, fattiga vita och från landsbygden. Stödet kom i huvudsak från afrikanderna.

### Kampanjen mot avveckling av apartheid
I 1989 års parlamentsval fick Konservativa partiet 31,4 % av de vita rösterna och erhöll 41 mandat. Man spelade på en allmän fruktan över majoritetsstyre men misslyckades att tydliggöra hur man önskade återgå till den strikta form av apartheid som man framhöll som önskvärd. Undantagstillstånd och politiskt våld gjorde det emellertid svårt att uppnå reellt inflytande och det blev snart tydligt att en tydlig majoritet av de vita önskade en politisk lösning på konflikten, något som Nationalistpartiet stod för. Idéer om en geografisk splittring av Sydafrika baserat på etniska gränser florerade och förespråkades bland annat av partiledaren Treurnicht.
Sin sista roll spelade partiet i valrörelsen 1992, då man företrädde nejsidan i en folkomröstning om president de Klerks reformer för avskaffande av apartheid med sloganen It takes guts to say no (Det krävs ryggrad för att säga nej). Man förlorade dock med 31,27 % av rösterna. En bidragande orsak sägs ha varit president de Klerks löfte att avgå om utgången blev ett nej, vilket för en majoritet av väljarna framstod som en garanti för den konservativa oppositionens maktövertagande och ett steg mot inbördeskrig. I en rad mindre samhällen i framför allt Transvaal, bland annat Pietersburg, erhöll däremot nejsidan, som även fick stöd av avgångne president Botha, en majoritet.
Dödsstöten mot Konservativa partiets ställning kom i april 1993, då det nyss legaliserade Kommunistpartiets generalsekreterare Chris Hani mördades i ett attentat organiserat av parlamentsledamoten Clive Derby-Lewis, Sydafrikas skuggfinansminister och en av de mest inflytelserika inom partistyrelsen. Derby-Lewis, vars pistol enligt den tekniska undersökningen avlossat det dödande skottet, erhöll en dödsdom för sin inblandning i mordet. Treurnicht avled samma år under en hjärtoperation och efterträddes av Ferdinand Hartzenberg, medan partiet i allt väsentligt föll samman och valde att inte delta i valrörelsen till de första allmänna valen 1994.

### Efter demokratiseringen
Partiets anhängare övergick till stor del till separatistiska Frihetsfronten (afrikaans: Vryheidsfront) samtidigt som element av partiet misskrediterades i samband med Sannings- och försoningskommissionens värv. Kommunalvalen 1995-1996, de enda allmänna val i vilket partiet deltog, genomfördes samtidigt som Hartzenberg förhördes av kommissionen för misstänkta brott mot mänskliga rättigheter och man erhöll endast 0,57 % av rösterna och 57 fullmäktigeplatser (av 11 368). 
Inför valen 2004 sammanslogs KP med VF till Vryheidsfront Plus (VF+) som vann fyra mandat i Nationalförsamlingen av vilka samtliga behölls i valen 2009 och 2014.